# Snöröjning

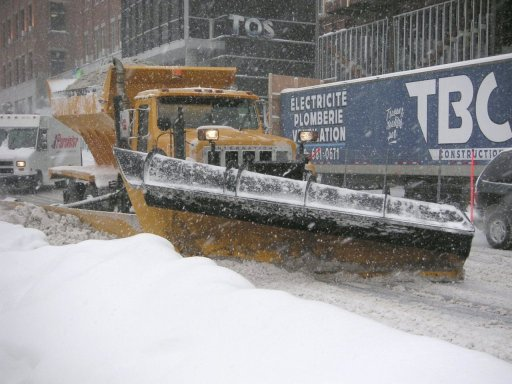
Snöröjning i Québec.

Snöröjning sker ofta på vägar, då vägen har ett så tjockt lager snö att det försämrar vägbanan. Snöröjning kan också innebära att man skottar utanför ingången till ett hus för att kunna komma in eller för att minska vikten på taket eller förhindra bildning av istappar. Vanliga verktygen för snöröjning är snöskyffel, snöskovel, snöraka, snösläde, snöslunga och snöplog. Ett sätt att slippa snöröjning är uppvärmda gator.

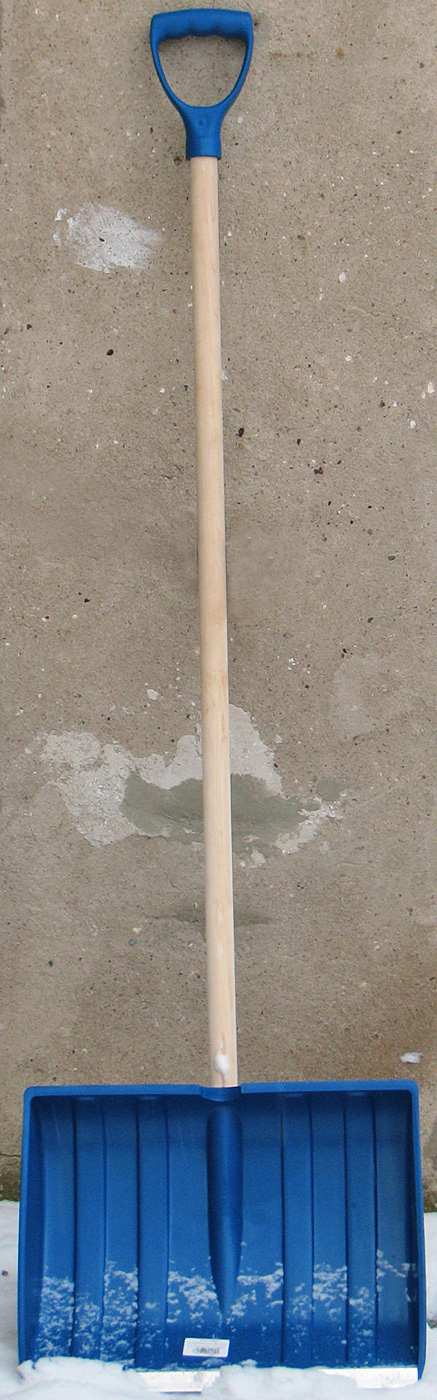
Snöskyffel.

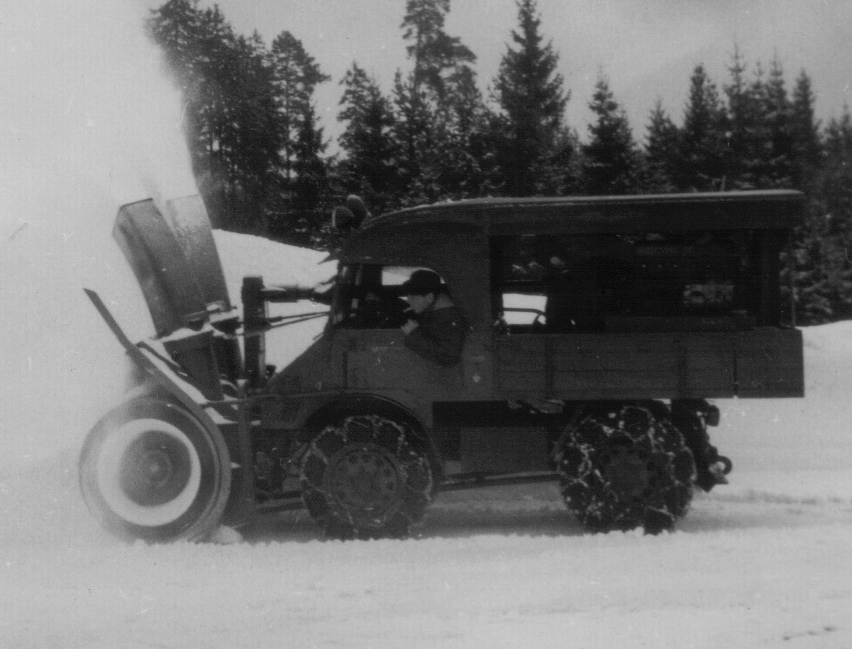
Snöslunga, omkring 1955.

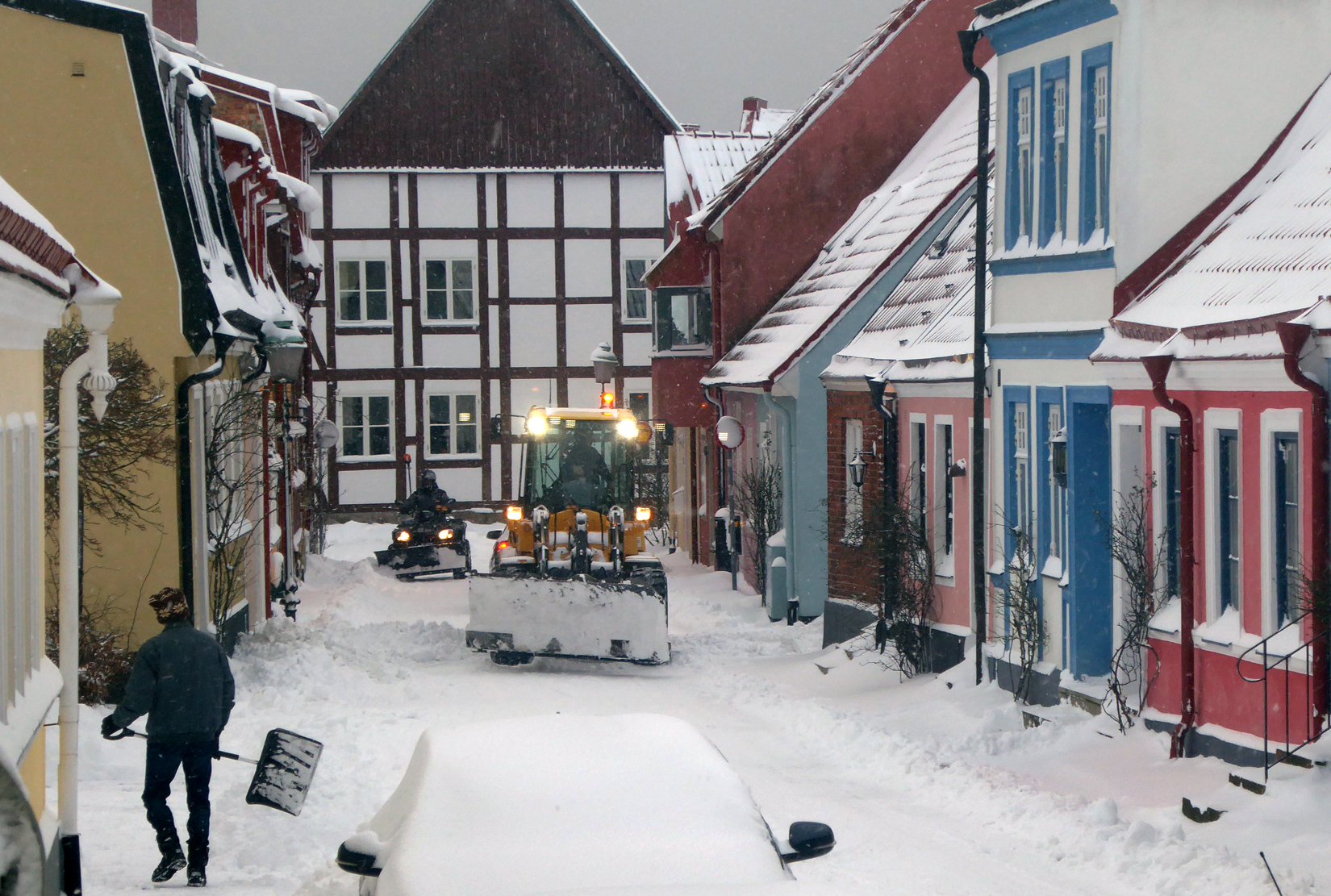
Snöröjning på Stickgatan i centrala Ystad 28 feb 2018.

## Maskinell snöröjning
Snöröjning på gator och vägar utförs vanligen med lastbil, hjullastare, traktor och ibland även med bil eller fyrhjuling (typ Polaris). (Vanligare i USA) försedda med antingen snöplog eller snöslunga.
Snöröjning på gång- och cykelvägar utförs oftast med mindre hjullastare och traktorer eller redskapsbärare.
För vintersäsongen 2012-2013 har Trafikverket och Storstockholms Lokaltrafik till bangårdarna runt Stockholm anlitat den gigantiska maskinen Snow Removal 700 (SR 700), som utvecklats i samarbete med teknikföretaget Railcare i Skelleftehamn. Det är ett 60 meter långt ekipage med roterande borstar, snöslunga och snösmältare.

## Sopsaltning
Som ett alternativ till plogning och sandning har man för cykelbanor börjat införa en kombination av sopning och saltning, kallad sopsaltning, så att cyklisterna åker på bar asfalt. Odense kommun i Danmark har sedan slutet av 1980-talet tillämpat saltning av cykelbanor, sedan mitten av 1990-talet uteslutande med användning av saltlag i stället för torrt vägsalt och från slutet av 1990-talet med saltningsaggregatet monterat på samma fordon som sopar cykelbanan,. Metoden provades för första gången i Sverige i Linköpings kommun vintern 1998/1999 inom ramen för Anna Bergströms (numera Niska) doktorsavhandling, i vilken resultaten redovisades. Metoden har provats och utvärderats bland annat i Stockholms kommun med start vintern 2012/2013 och Karlstads kommun vintern 2014/2015. Fram till november 2016 har metoden börjat tillämpas i 15 svenska kommuner.

## Jämställd snöröjning
År 2010 började Karlskoga kommun att prioritera snöröjning av gång- och cykelvägar, busshållplatser samt vägar till förskolor där föräldrar lämnar av sina barn tidigt på morgonen. Motiveringen är att det vid tio centimeters snödjup är svårare att gå och cykla än att åka bil, så därför kan bilisterna få vänta lite längre på snöröjning. Eftersom kvinnor oftare går och cyklar och män åker bil, har prioriteringen kommit att kallas jämställd snöröjning, ibland även feministisk snöröjning. Metoden har spridit sig till andra kommuner och tillämpas sedan 2015 även i Stockholm.